# Tour de Serbie
Il Tour de Serbie (in serbo Трка кроз Србију, Trka kroz Srbiju) è una corsa a tappe maschile di ciclismo su strada che si svolge annualmente in Serbia. Dal 2005 fa parte del circuito UCI Europe Tour come gara di classe 2.2.

## Albo d'oro
Aggiornato all'edizione 2024.
| Anno      | Vincitore              | Secondo           | Terzo                |
| --------- | ---------------------- | ----------------- | -------------------- |
| 1939      | August Prosenik        |                   |                      |
| 1940      | Janez Peternel         |                   |                      |
| 1941-1962 | non disputata          | non disputata     | non disputata        |
| 1963      | Jozef Vávra            |                   |                      |
| 1964      | Jože Valenčič          |                   |                      |
| 1965      | Radoš Čubrić           |                   |                      |
| 1966      | Andrej Boltezar        |                   |                      |
| 1967      | Ryszard Zapała         |                   |                      |
| 1968      | Jan Vávra              |                   |                      |
| 1969      | Břetislav Souček       |                   |                      |
| 1970      | Radoš Čubrić           |                   |                      |
| 1971      | Cvitko Bilić           |                   |                      |
| 1972      | Petar Hladik           |                   |                      |
| 1973      | Cvitko Bilić           |                   |                      |
| 1974      | Jože Valenčič          |                   |                      |
| 1975      | Jiří Bartolšik         |                   |                      |
| 1976      | Jože Valenčič          |                   |                      |
| 1977      | Drago Frelih           |                   |                      |
| 1978      | Drago Frelih           |                   |                      |
| 1979      | František Kundert      |                   |                      |
| 1980      | Drago Frelih           |                   |                      |
| 1981      | Bojan Ropret           |                   |                      |
| 1982      | Dragić Borovičanin     |                   |                      |
| 1983      | Mladen Lojen           |                   |                      |
| 1984      | Gorazd Penko           |                   |                      |
| 1985      | Mikoš Rnjaković        |                   |                      |
| 1986      | Janiz Lampic           |                   |                      |
| 1987      | Rajko Čubrić           |                   |                      |
| 1988      | Rajko Čubrić           |                   |                      |
| 1989      | Robert Sebenik         |                   |                      |
| 1990      | Mikoš Rnjaković        |                   |                      |
| 1991      | Mikoš Rnjaković        |                   |                      |
| 1992      | Zoran Ilić             |                   |                      |
| 1993      | Andrei Kokorine        |                   |                      |
| 1994      | Alexei Sivakov         |                   |                      |
| 1995      | Alexei Sivakov         |                   |                      |
| 1996      | Mikoš Rnjaković        |                   |                      |
| 1997      | Saša Gajičić           |                   |                      |
| 1998      | Robert Pintarić        |                   |                      |
| 1999      | Kjell Carlström        |                   |                      |
| 2000      | Alexandar Nikačević    |                   |                      |
| 2001      | Saša Gajičić           |                   |                      |
| 2002      | Alexandar Nikačević    | Simone Mori       | Anatolij Varvaruk    |
| 2003      | Jacek Walczak          |                   |                      |
| 2004      | Koji Fukushima         |                   |                      |
| 2005      | Matija Kvasina         | Hrvoje Miholjević | Jurij Trofimov       |
| 2006      | Ivajlo Gabrovski       | Jurij Trofimov    | Aleksandr Chatuncev  |
| 2007      | Matej Stare            | Radoslav Rogina   | Matija Kvasina       |
| 2008      | Matija Kvasina         | Radoslav Rogina   | Eddy Ratti           |
| 2009      | Davide Torosantucci    | Žolt Der          | Ivajlo Gabrovski     |
| 2010      | Luca Ascani            | Matej Mugerli     | Esad Hasanović       |
| 2011      | Ivan Stević            | Michael Rasmussen | Matthieu Converset   |
| 2012      | Stefan Schumacher      | Sergej Rudaskov   | Aleksandr Prišpetnij |
| 2013      | Ivan Stević            | Piotr Kirpsza     | Patrik Tybor         |
| 2014      | Jarosław Kowalczyk     | Sergej Nikolaev   | Clemens Fankhauser   |
| 2015      | Ivan Savickij          | Sergej Pomošnikov | Artem Topčanjuk      |
| 2016      | Matej Mugerli          | Alex Turrin       | Matija Kvasina       |
| 2017      | Charalampos Kastrantas | Luca Chirico      | Anton Ivashkin       |
| 2018      | Nicolás Tivani         | Yauhen Sobal      | Cristian Raileanu    |
| 2019      | Enrico Salvador        | Moran Vermeulen   | Alexandr Ovsyannikov |
| 2020      | Martin Haring          | Jaime Castrillo   | Emanuel Piaskowy     |
| 2021      | Jean Goubert           | Yauhen Sobal      | Tristan Delacroix    |
| 2022      | Dawit Yemane           | Adne van Engelen  | Elia Carta           |
| 2023      | annullata              | annullata         | annullata            |
| 2024      | Quinten Veling         | Jaka Marolt       | Matic Žumer          |